# Fabio Borini
Pour les articles homonymes, voir Borini.
Fabio Borini, né le 29 mars 1991 à Bentivoglio, est un footballeur international italien qui évolue au poste d'attaquant à l'UC Sampdoria.

## Biographie

### Début de carrière

#### FC Bologne 1909
Fabio Borini commence le football à l'âge de neuf ans, au Bologne FC 1909, que lui et son père supportent.

#### Chelsea FC
Fabio Borini est transféré au Chelsea FC en 2007. Durant la saison 2008-2009, il est un attaquant de choix parmi les équipes réserves du club londonien. Il est le meilleur buteur cette année-là, avec notamment dix buts en onze matchs. Il est notamment buteur contre l'équipe jeune de Manchester United en FA Youth Cup.
Le 1er septembre 2009, Carlo Ancelotti décide de l'ajouter à l'équipe première. Fabio Borini est donc remplaçant durant le match de Ligue des champions contre le FC Porto. Il joue son premier match avec l'équipe première contre Tottenham Hotspur, en remplaçant Nicolas Anelka à la 88e minute. Il fait également ses débuts en League Cup contre les Queens Park Rangers. Il marque ensuite un doublé contre l'équipe de jeunes de West Ham United. Il fait sa seconde apparition contre les Wolverhampton Wanderers en remplaçant Salomon Kalou à la 77e minute. Enfin, il fait ses débuts en Ligue des champions contre l'APOEL Nicosie le 8 décembre 2009.

#### Swansea City
Le 17 mars 2011, il est prêté au club gallois de Swansea City, qui évolue en deuxième division anglaise. Le surlendemain, il joue son premier match sous ses nouvelles couleurs contre Nottingham Forest et réussit pour l'occasion un doublé. Au total, il inscrit six buts en douze rencontres et Swansea City est promu en Premier League à l'issue de la saison grâce à une victoire 4-2 en finale des play-offs contre Reading, devant 86 581 spectateurs. Fabio Borini dispute l'intégralité de la rencontre. Alors que le coach de Swansea, Brendan Rodgers, souhaite le conserver dans son effectif et lui permettre d'affronter la saison suivante les meilleures équipes anglaises, Fabio Borini fait toutefois le choix de retourner en Italie qu'il a quittée quatre ans plus tôt.

#### Parme FC
Borini est recruté par le Parme FC sur la base d'un contrat de cinq ans. L'accord est confirmé le 2 juillet 2011 puis Borini est directement prêté à l'AS Rome.

#### AS Rome
Le 31 août 2011, Fabio Borini est prêté pour une saison à l'AS Rome. Il débute le 11 septembre 2011, durant un match perdu à domicile (1-2) contre Cagliari, en remplaçant Pablo Osvaldo. Il inscrit son premier but le 26 octobre 2011 lors d'un match face au Genoa CFC (défaite 2-1). Le 11 janvier, il marque son premier but en Coupe d'Italie, face à la Fiorentina (3-0). Le 23 janvier 2012, l'AS Rome débourse 2,3 millions d'euros pour acheter la moitié du contrat du joueur, plus le prêt de Stefano Okaka au Parme FC pour les six derniers mois de la saison. Le 5 février 2012, Fabio Borini marque son premier doublé en Serie A contre l'Inter Milan (4-0). Deux semaines plus tard, il inscrit son sixième but de la saison contre le Parme FC, but synonyme des trois points pour son équipe (1-0). Fin février 2012, sur la base de ses bonnes performances, le sélectionneur italien Cesare Prandelli le convoque pour affronter les États-Unis en match amical.
Le 23 juin 2012, après avoir obtenu la moitié du contrat du joueur en janvier pour 2,3 millions d’euros, l'AS Rome obtient officiellement la totalité de Fabio Borini en remportant le duel des enveloppes face au Parme FC contre la somme de 5,3 millions d'euros alors que le club emiliano avait offert 4,2 millions. L’attaquant international italien est lié au club de la Louve jusqu'en juin 2016, pour un achat total de 7,6 millions d’euros.

#### Liverpool FC
Le 13 juillet 2012, l'attaquant italien s'engage avec le Liverpool FC.
Il marque son premier but le 10 août 2012 contre le FK Gomel, lors du troisième tour de qualification de la Ligue Europa. Liverpool l'emporte alors 3-0.

#### Sunderland AFC
Lors du marché des transferts estival de 2013, il est prêté à Sunderland. Il dispute 40 matchs (10 buts) toutes compétitions confondues avant de réintégrer l'effectif des Reds.
Un an après son retour de prêt à Liverpool, il revient à Sunderland en signant un contrat de quatre ans.

#### AC Milan
Le 30 juin 2017, Borini est prêté pour une saison avec option d'achat obligatoire à l'AC Milan. Le 27 juillet suivant, il participe à son premier match avec le club italien face au CS Universitatea Craiova en Ligue Europa. Le 17 août 2017, Borini inscrit son premier but avec l'AC Milan contre Shkëndija dans la même compétition (6-0). Il marque cinq buts en quarante-quatre matchs toutes compétitions confondues avec les Rossoneri lors de cette saison 2017-2018.
Le 7 juin 2018, Sunderland confirme le transfert définitif de Borini vers l'AC Milan. Borini ne joue qu'une trentaine de matchs avec l'AC Milan en un an et demi.

#### Hellas Vérone
Le 14 janvier 2020, Borini s'engage pour six mois avec le Hellas Vérone.

### Carrière internationale
Le 13 novembre 2009, Fabio Borini fait ses débuts en équipe d'Italie espoirs.
Le 27 février 2012, profitant de ses bonnes performances avec l'AS Rome, il est sélectionné pour faire partie de l'équipe nationale italienne pour un match amical contre les États-Unis à Gênes le 29 février. Il entre à l'heure de jeu, alors que l'équipe italienne est menée 1-0, en remplacement d'Alessandro Matri. Malgré une bonne performance, l'équipe ne réussit pas à renverser la vapeur et s'incline sur ce même score.
Le 13 mai 2012, Cesare Prandelli annonce que Fabio Borini fait partie de sa liste pour l'Euro 2012. L'Italie atteint la finale, défaite 4 buts à 0 face à l'Espagne, mais Fabio Borini ne fait pas la moindre apparition sur le terrain.
Il est finaliste de l'Euro espoirs avec l'équipe d'Italie en 2013 (défaite contre l'Espagne 4-2). Il marque deux buts dans la compétition : le premier lors de la victoire en demi-finale contre les Pays-Bas (2-1) et le deuxième lors de la finale contre l'Espagne.

## Statistiques
| Saison                | Club                  | Championnat           | Championnat | Championnat | Coupe nationale | Coupe nationale | Coupe de la Ligue | Coupe de la Ligue | Supercoupe | Supercoupe | Compétition(s) continentale(s) | Compétition(s) continentale(s) | Compétition(s) continentale(s) | Barrages | Barrages | Italie | Italie | Total | Total |
| Saison                | Club                  | Division              | M.          | B.          | M.              | B.              | M.                | B.                | M.         | B.         | Comp.                          | M.                             | B.                             | M.       | B.       | M.     | B.     | M.    | B.    |
| 2009-2010             | Chelsea FC            | Premier League        | 4           | 0           | 2               | 0               | 1                 | 0                 | -          | -          | C1                             | 1                              | 0                              | -        | -        | -      | -      | 8     | 0     |
| Sous-total            | Sous-total            | Sous-total            | 4           | 0           | 2               | 0               | 1                 | 0                 | -          | -          | -                              | 1                              | 0                              | -        | -        | -      | -      | 8     | 0     |
| 2010-2011             | Swansea City (prêt)   | Championship          | 9           | 6           | -               | -               | -                 | -                 | -          | -          | -                              | -                              | -                              | 3        | 0        | -      | -      | 12    | 6     |
| Sous-total            | Sous-total            | Sous-total            | 9           | 6           | -               | -               | -                 | -                 | -          | -          | -                              | -                              | -                              | 3        | 0        | -      | -      | 12    | 6     |
| 2011-2012             | AS Rome (prêt)        | Serie A               | 24          | 9           | 2               | 1               | -                 | -                 | -          | -          | -                              | -                              | -                              | -        | -        | 1      | 0      | 27    | 10    |
| Sous-total            | Sous-total            | Sous-total            | 24          | 9           | 2               | 1               | -                 | -                 | -          | -          | -                              | -                              | -                              | -        | -        | 1      | 0      | 27    | 10    |
| 2012-2013             | Liverpool FC          | Premier League        | 13          | 1           | 1               | 0               | 0                 | 0                 | -          | -          | C3                             | 6                              | 1                              | -        | -        | -      | -      | 20    | 2     |
| 2014-2015             | Liverpool FC          | Premier League        | 12          | 1           | 2               | 0               | 2                 | 0                 | -          | -          | C1                             | 2                              | 0                              | -        | -        | -      | -      | 18    | 1     |
| Sous-total            | Sous-total            | Sous-total            | 25          | 2           | 3               | 0               | 2                 | 0                 | -          | -          | -                              | 8                              | 1                              | -        | -        | -      | -      | 38    | 3     |
| 2013-2014             | Sunderland AFC (prêt) | Premier League        | 32          | 7           | 3               | 0               | 5                 | 3                 | -          | -          | -                              | -                              | -                              | -        | -        | -      | -      | 40    | 10    |
| 2015-2016             | Sunderland AFC        | Premier League        | 26          | 5           | -               | -               | 1                 | 0                 | -          | -          | -                              | -                              | -                              | -        | -        | -      | -      | 27    | 5     |
| 2016-2017             | Sunderland AFC        | Premier League        | 24          | 2           | 2               | 0               | -                 | -                 | -          | -          | -                              | -                              | -                              | -        | -        | -      | -      | 26    | 2     |
| Sous-total            | Sous-total            | Sous-total            | 82          | 14          | 5               | 0               | 6                 | 3                 | -          | -          | -                              | -                              | -                              | -        | -        | -      | -      | 93    | 17    |
| 2017-2018             | AC Milan (prêt)       | Serie A               | 29          | 2           | 4               | 0               | -                 | -                 | -          | -          | C3                             | 11                             | 3                              | -        | -        | -      | -      | 44    | 5     |
| 2018-2019             | AC Milan              | Serie A               | 20          | 2           | 3               | 0               | -                 | -                 | 1          | 0          | C3                             | 5                              | 1                              | -        | -        | -      | -      | 29    | 3     |
| 2019-2020             | AC Milan              | Serie A               | 2           | 0           | -               | -               | -                 | -                 | -          | -          | -                              | -                              | -                              | -        | -        | -      | -      | 2     | 0     |
| Sous-total            | Sous-total            | Sous-total            | 51          | 4           | 7               | 0               | -                 | -                 | 1          | 0          | -                              | 16                             | 4                              | -        | -        | -      | -      | 75    | 8     |
| 2019-2020             | Hellas Vérone         | Serie A               | 14          | 3           | -               | -               | -                 | -                 | -          | -          | -                              | -                              | -                              | -        | -        | -      | -      | 14    | 3     |
| Sous-total            | Sous-total            | Sous-total            | 14          | 3           | -               | -               | -                 | -                 | -          | -          | -                              | -                              | -                              | -        | -        | -      | -      | 14    | 3     |
| 2020-2021             | Fatih Karagümrük      | Süper Lig             | 20          | 9           | -               | -               | -                 | -                 | -          | -          | -                              | -                              | -                              | -        | -        | -      | -      | 20    | 9     |
| 2021-2022             | Fatih Karagümrük      | Süper Lig             | 21          | 3           | 3               | 3               | -                 | -                 | -          | -          | -                              | -                              | -                              | -        | -        | -      | -      | 24    | 6     |
| 2022-2023             | Fatih Karagümrük      | Süper Lig             | 30          | 19          | 1               | 1               | -                 | -                 | -          | -          | -                              | -                              | -                              | -        | -        | -      | -      | 31    | 20    |
| Sous-total            | Sous-total            | Sous-total            | 71          | 32          | 4               | 4               | -                 | -                 | -          | -          | -                              | -                              | -                              | -        | -        | -      | -      | 75    | 36    |
| 2023-2024             | UC Sampdoria          | Serie B               | 13          | 5           | -               | -               | -                 | -                 | -          | -          | -                              | -                              | -                              | -        | -        | -      | -      | 13    | 5     |
| Sous-total            | Sous-total            | Sous-total            | 13          | 5           | -               | -               | -                 | -                 | -          | -          | -                              | -                              | -                              | -        | -        | -      | -      | 13    | 5     |
| Total sur la carrière | Total sur la carrière | Total sur la carrière | 293         | 75          | 23              | 5               | 9                 | 3                 | 1          | 0          | -                              | 25                             | 5                              | 3        | 0        | 1      | 0      | 355   | 88    |